# (8535) Pellesvanslös
8535 Pellesvanslos (1993 FH22) – planetoida z pasa głównego asteroid okrążająca Słońce w ciągu 5,61 lat w średniej odległości 3,16 au. Odkryta 21 marca 1993 roku. Nazwana na cześć bohatera serii książek dla dzieci – Filonka Bezogonka (szw. Pelle Svanslös).